# Silvano Fausti
Silvano Fausti (Marcheno, 2 gennaio 1940 – Milano, 24 giugno 2015) è stato un gesuita e biblista italiano.

## Biografia
Nato a Marcheno (Brescia) il 2 gennaio 1940. Silvano Fausti entrò nella Compagnia di Gesù il 5 gennaio 1960 e fu ordinato sacerdote il 28 giugno 1968. Fondamentale nella scelta di farsi gesuita è stato l’esempio dello zio Giovanni Fausti, religioso ignaziano e beato, fucilato nel 1946 sotto la dittatura comunista in Albania.
Dopo gli studi di filosofia e teologia ha conseguito un dottorato sulla fenomenologia del linguaggio presso l’università di Münster. Fondamentale l’incontro con Karl Rahner, di cui fu allievo di dottorato, ma anche quello con Oscar Cullmann. Lo studio della fenomenologia del linguaggio lo spinse a dedicare il suo ministero allo studio e alla predicazione della parola di Dio.
Tra i fondatori della comunità di Villapizzone, sorta nel 1978 nella periferia di Milano, in cui padri gesuiti e famiglie vivono in uno stile di condivisione, per anni ha tenuto una lettura biblica nella Chiesa di San Fedele e ha partecipato alle iniziative della Fondazione Culturale San Fedele, editrice della rivista Aggiornamenti sociali. Durante la lunga permanenza milanese divenne amico e confessore di Carlo Maria Martini.
Ha scritto una rubrica su “Popoli”, rivista dei gesuiti edita al San Fedele, che ha cessato le pubblicazioni nel 2014.

## Opere
- “Alla scuola degli Apostoli. Lectio sul libro degli Atti” (2014)
- “Servire è libertà. Vivere alla scuola del Vangelo (2016)”
- “Lettera a Sila. Quale futuro per il cristianesimo?” (2017)
- “Una comunità legge il Vangelo di Giovanni” (2018).